# Gölbner
Gölbner to szczyt w grupie Villgratner Berge, w Wysokich Taurach w Alpach Wschodnich. Leży w Austrii, w Tyrolu Wschodnim. Jest najwyższym szczytem w okolicy (jednak nie najwyższym szczytem Villgratner Berge), jedynym dorównującym mu szczytem jest Gumriaul.